# 精密科学
精密科学(せいみつかがく、英: exact science)とは定量的な関係を精密に測定し、それを体系的な理論にまとめあげ、逆にそのような理論から導かれた定量的な関係を実証することができる科学の分野のことである。
例えば数学、物理学、化学などといった分野は精密科学に属し、精密工学などを含めることもある。
逆に定量化が難しい分野などは精密科学ではなく、例えば精神医学などは精密科学ではない。

## 精密科学の起源
古代ギリシャにおいてそれまでにあった経験的な幾何学を理論化・体系化しようという試みのなかでユークリッドは、その成果をユークリッド原論へとまとめあげた。
ユークリッド原論では、少数の自明な公理からあらゆる結果を証明していくという手法が用いられたが、これは後の精密科学の模範とされた。